# جردن رز
جردن رز (انگلیسی: Jordan Rose؛ زادهٔ ۲۲ نوامبر ۱۹۸۹) بازیکن فوتبال اهل بریتانیا است.
از باشگاه‌هایی که در آن بازی کرده‌است می‌توان به باشگاه فوتبال هیز و یدینگ یونایتد، باشگاه فوتبال وایت‌هاوک، باشگاه فوتبال تاموورث، باشگاه فوتبال ای‌اف‌سی بورنموث، باشگاه فوتبال تلفورد یونایتد، باشگاه فوتبال ویموث، باشگاه فوتبال سالزبری سیتی، باشگاه فوتبال بروکنهورست، باشگاه فوتبال هرفورد یونایتد، باشگاه فوتبال ایستلی، باشگاه فوتبال استوک‌پورت کانتی، باشگاه فوتبال باشلی، باشگاه فوتبال آلفرتون تاون، و باشگاه فوتبال بث سیتی اشاره کرد.